# Ruta 36 (Uruguay)
La ruta n.º36 es una carretera terciaria, perteneciente a la red de carreteras de jurisdicción nacional de Uruguay.

## Características

### Trazado
Inicia su trazado en el departamento de Montevideo como Camino Melilla, de características de Camino departamental hasta el límite departamental con Canelones, desde donde inicia su jurisdicción como ruta nacional propiamente dicha. Mantiene su categoría de ruta nacional hasta su cruce con Camino Los Cerrillos en Campo Militar, desde allí y hasta su punto teórico final, que es Paso Belastiquí (a orillas del río Santa Lucía), continúa como un camino departamental.

## Hoja de ruta
Puntos destacados según el kilometraje:
- km 022.900: arroyo Las Piedras (Límite departamental Montevideo-Canelones).
- km 023.800: Camino Perugorria.
- km 026.100: acceso a Frigorífico Las Piedras.
- km 026.600: arroyo El Colorado.
- km 027.200: Rotonda, al este: ruta 48 a Las Piedras.
- km 027.300: Rotonda, al oeste: ruta 48 a Las Brujas.
- km 030.100: Camino Coppola.
- km 031.100: Camino Pelufo.
- km 031.700: Camino Cuatro Piedras.
- km 032.400: arroyo de Las Brujas Grande.
- km 032.500: Camino Llovera.
- km 033.900: arroyo Brujas Grande.
- km 034.800: Empalme con ruta 49, al oeste a las Brujas.
- km 036.700:
  - Camino Mataderos.
  - Inicia jurisdicción Departamental, planta urbana de Los Cerrillos.
- km 038.000: Retoma jurisdicción Nacional, fin planta urbana de Los Cerrillos.
- km 040.650: Empalme con ruta 47, a Parador Tajes.
- km 042.000:
  - Campo Militar.
  - Empalme con Camino Los Cerrillos, a Aguas Corrientes.
  - Finaliza jursidicción nacional, continúa camino departamental hasta Paso Belastiquí.